# Завада (Пулавський повіт)
Завада (пол. Zawada) — село в Польщі, у гміні Вонвольниця Пулавського повіту Люблінського воєводства.
Населення — 200 осіб (2011).
У 1975-1998 роках село належало до Люблінського воєводства.

## Демографія
Демографічна структура станом на 31 березня 2011 року:
|          | Загалом | Допрацездатний вік | Працездатний вік | Постпрацездатний вік |
| -------- | ------- | ------------------ | ---------------- | -------------------- |
| Чоловіки | 102     | 31                 | 61               | 10                   |
| Жінки    | 98      | 18                 | 55               | 25                   |
| Разом    | 200     | 49                 | 116              | 35                   |